# 평창초등학교 노산분교
평창초등학교 노산분교는 대한민국 강원도 평창군 평창읍 고길천로 105 (이곡리)에 있었던 공립 초등학교이다.

## 연혁
- 1938년 8월 1일 평창일신공립심상소학교 조동간이학교 설립인가
- 1944년 4월 1일 노산공립국민학교 승격
- 1955년 7월 13일 이곡리 현 교사로 이전
- 1987년 3월 1일 평창국민학교 노산분교로 편입
- 1996년 3월 1일 평창초등학교 노산분교로 개칭
- 1999년 9월 1일 폐교